# Trouville
För andra betydelser, se Trouville (olika betydelser).
Trouville är en kommun i departementet Seine-Maritime i regionen Normandie i norra Frankrike. Kommunen ligger i kantonen Bolbec som tillhör arrondissementet Le Havre. År 2022 hade Trouville 617 invånare.

## Befolkningsutveckling
Antalet invånare i kommunen Trouville
| Referens: INSEE |